# Oxybelis aeneus
A bicuda (Oxybelis aeneus) é uma espécie sul-americana de serpente da família dos colubrídeos. Tais répteis possuem o focinho muito alongado, corpo pardo e delgado.